# Nikola Babić
Nikola Babić (ur. 5 grudnia 1905 w Svetim Juraju, zm. 25 października 1974 w Malim Lošinju) – chorwacki piłkarz, występujący na pozycji środkowego napastnika lub pomocnika.

## Kariera klubowa
Karierę klubową Babić zaczął jako młodzik w roku 1921 w barwach klubu HAŠK Zagrzeb, a profesjonalne występy rozpoczął w roku 1923. Babić był, jak na tamte czasy, bardzo wykształconym człowiekiem, ponieważ w roku 1925 rozpoczął studia weterynarskie na Akademii Medycznej w Zagrzebiu. W roku 1932 wyjechał do Wiednia, gdzie studiował na Uniwersytecie Wiedeńskim oraz występował w austriackim zespole Rapid Wiedeń. W roku 1936 wrócił do HAŠK-a, gdzie otrzymał funkcję kapitana zespołu. Podczas gry w Rapidzie zmienił pozycję i zamiast na pozycji napastnika, występował na środku pomocy. Po pięciu kolejnych latach gry w zespole HAŠK-a Babić przeniósł się do innego stołecznego klubu, HŠK Concordia Zagrzeb. Grał tam aż do roku 1943, kiedy to zakończył zawodową karierę. W okresie, kiedy skończył karierę, poświęcił się całkowicie zawodowi, w którym zdobył wykształcenie, czyli weterynarii. Zmarł 25 października 1974 w swoim domu w Zagrzebiu, w wieku 69 lat.

## Kariera reprezentacyjna
Babić raz w roku 1928 wystąpił w Reprezentacji „B”, a w reprezentacji Jugosławii zadebiutował 8 kwietnia 1928 w Zagrzebiu, w meczu przeciwko Turcji wygranemu przez Jugosławię 2:1. Był w kadrze Jugosławii na igrzyskach olimpijskich w 1928 w Amsterdamie, ale nie wystąpił w jedynym meczu swej drużyny na tych igrzyskach (przegranym z Portugalią 1:2. W reprezentacji zagrał jeszcze dwa razy: w spotkaniu rozgrywanym 24 kwietnia 1932 w Oviedo przeciwko Hiszpanii, przegranym przez „Plavich” 1:2 oraz w meczu, który miał miejsce 3 maja 1932 w Lizbonie przeciwko Portugalii, gdzie ku zaskoczeniu wszystkich, został wystawiony przez pochodzącego z Belgradu selekcjonera Jugosławii Boško Simonovicia na pozycji lewego obrońcy. Jugosławia przegrała ten mecz 2:3.
- 1. 8 kwietnia 1928 Zagrzeb,  Jugosławia –  Turcja 2:1
- 2. 24 kwietnia 1932 Oviedo,  Hiszpania –  Jugosławia 2:1
- 3. 3 maja 1932 Lizbona,  Portugalia –  Jugosławia 3:2